# Révolte de Jōkyū
Batailles
Troisième bataille d'Uji
La révolte de Jōkyū (Jōkyū no hen), également connue sous le nom de guerre de Jōkyū (承久の乱, Jōkyū no ran), est une guerre du Japon du début de l'Époque de Kamakura qui voit s'affronter les forces de l'empereur retiré Go-Toba et les shikken du shogunat de Kamakura, le clan Hōjō, que l'ancien empereur essaie de renverser. La révolte doit son nom au fait qu'elle ait lieu en 1221, c’est-à-dire la troisième année de l'ère Jōkyū.
La principale bataille a lieu à Uji, juste à côté de Kyōto, c'est la troisième à avoir lieu à cet endroit en moins d'un demi-siècle.

## Causes
En 1185, la fin de la guerre de Gempei voit la victoire de Minamoto no Yoritomo, qui force en 1192 Go-Toba, alors empereur en titre, à le nommer Sei-i-taishogun, fondant ainsi le shogunat de Kamakura et s'arrogeant la réalité du pouvoir, ne laissant guère au souverain impérial plus qu'un pouvoir religieux.
Après son abdication en 1198, Go-Toba devient empereur retiré, mais son pouvoir est plus limité que celui des empereurs retirés de l'époque Heian, et il voit toutes ses tentatives de manœuvres politiques bloquées par le shogunat nouvellement établi. Cherchant l'indépendance, et voulant pouvoir régner lui-même sur le Japon, Go-Toba rassemble ses alliés en 1221, et planifie un renversement du shogunat. Ces alliés consistent principalement en des membres du clan Taira, et d'autres ennemis des Minamoto, le clan auquel appartiennent les shoguns.

## Déroulement
En mai 1221, l'empereur retiré Go-Toba décide des lignées de succession sans consulter le shogunat, en faisant abdiquer son fils Juntoku en faveur du fils de celui-ci, Chūkyō, alors âgé de deux ans.
Il invite ensuite un grand nombre d'alliés potentiels parmi les guerriers de l'est de Kyōto à un grand festival, révélant ainsi les loyautés de ceux qui refusent l'invitation. Un officier important révèle ainsi sa loyauté au shogunat par son refus, et est tué. Le 6 juin, la Cour impériale déclare hors-la-loi Hōjō Yoshitoki, le shikken et représentant du shogunat et trois jours plus tard, tout l'est du Japon est officiellement entré en rébellion.
Hōjō Yoshitoki décide de lancer une offensive contre les forces de Go-Toba à Kyōto, utilisant la même stratégie à trois forces qu'il utilisait quelques décennies auparavant. L'une des forces vient des montagnes, une du nord, et la troisième, commandée par Hōjō Yasutoki (le fils de Yoshitoki), arrive par la route du Tōkaidō.
Ces trois forces rencontrent une faible opposition sur leur route vers la capitale, les commandants impériaux étant tout simplement battus les uns après les autres. Quand Go-Toba apprend cette succession de défaites, il quitte la ville pour le Mont Hiei, appelle à l'aide les sōhei, les moines guerriers. Ils refusent, arguant qu'ils ne sont pas assez forts, et Go-Toba retourne à  Kyōto. Les restes de l'armée impériale combattent pour la dernière bataille sur le pont au-dessus de la rivière Uji, là où s'était déroulée 41 ans plus tôt la première bataille de la guerre de Gempei. La cavalerie de Yatsutoki disperse les forces impériales et entre dans Kyōto.

## Issue et conséquences
La capitale prise par les forces shogunales, la rébellion de Go-Toba est vaincue. Go-Toba est exilé aux îles Oki jusqu'à la fin de ses jours. Ses fils sont également exilés tous les deux, Tsuchimikado dans la province de Tosa et Juntoku sur l'île de Sado. Le jeune empereur Chūkyō détrôné après 70 jours de règne, pour être remplacé par Go-Horikawa, un neveu de Go-Toba. Les descendants de Go-Toba sont ainsi écartés de la lignée impériale.
Les nobles qui avaient soutenu Go-Toba voient leurs terres confisquées par le shogunat, qui renforce son influence en établissant un poste de surveillance de la cour, le Rokuhara Tandai, dans l'ancien palais de Taira no Kiyomori dans le quartier Rokuhara de Kyōto.

## Source de la traduction
- (en) Cet article est partiellement ou en totalité issu de l’article de Wikipédia en anglais intitulé « Jōkyū War » (voir la liste des auteurs).